# Erik Rosén i Götene
Gustaf Erik Åke Rosén (i riksdagen kallad Rosén i Götene), född 4 maj 1908 i Kållands-Åsaka församling, Skaraborgs län, död 17 november 1965 i Götene, var en svensk handlare och politiker (folkpartist). Han var far till riksdagsmannen Bengt Rosén.
Erik Rosén, som var son till en köpman, var spannmålshandlare i familjeföretaget Rosén & Söner i Götene, där han också var ledamot i kommunalfullmäktige 1939–1965. Han var även aktiv i den lokala missionsförsamlingen.
Han var riksdagsledamot i andra kammaren för Skaraborgs läns valkrets 1949–1952. I riksdagen var han bland annat suppleant i bankoutskottet 1950–1952. Han ägnade sig bland annat åt skattefrågor.